# Határzár (jogi)
A határzár mint jogi fogalom teljes körű vagy meghatározott személyek, járművek és szállítmányok körére kiterjedő határátlépés tilalma (szüneteltetése).
A határzárat az országhatár vonalának teljes hosszára vagy részlegesen rendelhetik el, ezen belül vonatkozhat egy megadott határszakaszra és/vagy megadott határátkelőhelyekre. A határzár lehet végleges vagy időszaki. 

## Példák
- 50/2015. (IX. 16.) BM rendelet részleges határzár elrendeléséről